# Surinam en los Juegos Olímpicos de Atenas 2004
Surinam estuvo representado en los Juegos Olímpicos de Atenas 2004 por cuatro deportistas, dos hombres y dos mujeres, que compitieron en dos deportes.
La portadora de la bandera en la ceremonia de apertura fue la atleta Letitia Vriesde. El equipo olímpico surinamés no obtuvo ninguna medalla en estos Juegos.